# 理查德·菲利普斯

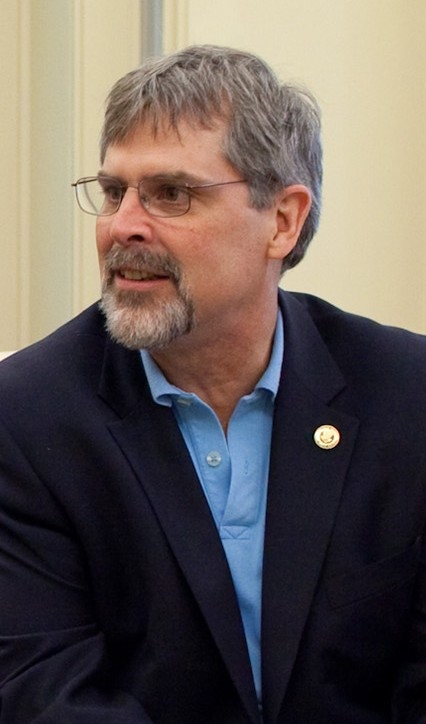
Richard Phillips

理查德·菲利普斯（Richard Phillips，1955年5月16日—），美國一名遠洋輪船的船長。在2009年4月中，菲利普斯駕駛的快桅阿拉班馬號貨輪在索馬利亞遇上海盜，他為救其他船員甘當為人質。結果，在美國海軍海豹突擊隊行動中，菲利普斯船長獲救，並成為美國英雄，得到時任美國總統奧巴馬讚賞。
2013年由保罗·葛林葛瑞斯执导、由汤姆·汉克斯主演的电影《菲利普船长》（Captain Phillips）根据理查德·菲利普斯的经历改编而成，汤姆·汉克斯飾演理查德·菲利普斯一角。